# 広島テレビ放送
広島テレビ放送株式会社（ひろしまテレビほうそう、Hiroshima Television Corporation 略称 HTV）は、広島県を放送対象地域としたテレビジョン放送事業を行っている、特定地上基幹放送事業者である。
通称は広島テレビ、愛称は『広テレ』（このロゴ表記は『広テレ!』）。
ステーションキャッチコピーは『re60rn（リボーン）』（2021年（令和3年）1月 - ）。

## 会社概要
広島県第2波局として開局。日本テレビ（NNN・NNS）系列の基幹局で、中四国の系列局の中で最も新しい放送局である（山陰・広島を除く中四国のNNN・NNS系列局はラジオとの兼営局であるため）。1975年（昭和50年）9月までFNN・FNS系列の放送局（いわゆるクロスネット局）で、産経新聞・フジテレビ等との資本関係もあった。しかし、1975年（昭和50年）10月にテレビ新広島が開局したためFNN・FNSを脱退している。
日テレ系なので系列新聞は読売新聞であるが地元の中国新聞とも関係がある（かつて読売新聞ニュースや中国新聞ニュースを放送していた）。
2022年（令和4年）1月4日、2021年（令和3年）の年間視聴率が完全四冠王（全日・ゴールデン・プライム・ノンプライム）になったと発表した。また、同年4月には年度視聴率でも完全四冠王になったと発表した。
2023年（令和5年）1月4日、2022年（令和4年）の年間視聴率が世帯、個人とも完全四冠王になったと発表した。また、同年4月には年度視聴率でも個人視聴率で3年連続完全四冠王になったと発表した。
2024年（令和6年）1月4日、2023年（令和5年）の個人の年間視聴率が3年連続の完全四冠王になったと発表した。同年4月には年度視聴率でも個人視聴率で4年連続完全四冠王になったと発表した。
2025年（令和6年）1月6日、2024年（令和6年）の個人の視聴率が4年連続の完全四冠王になったと発表した。

## 本社・支社
本社・演奏所
- 広島県広島市東区二葉の里3丁目5番4号（〒732-8575）

2018年（平成30年）3月31日に登記上の本社を中区中町（中町ビル）から広島駅北口（通称：エキキタ）に完成した再開発ビル（広テレビル）に移転した。
2018年（平成30年）9月17日からスタジオを使用開始し一部ニュース枠を除き番組制作を移管、同月23日に残るニュースセンターとマスターを移転し本稼働。
NHK、民放を通じて初めて広島市東区から放送する唯一の放送局である。
支社
- 福山支社 広島県福山市東桜町1-21 エストパルク607号（広島県民文化センターふくやま）
  - 以前は広島県福山市沖野上町五丁目22番8号の自社ビル（広島テレビ福山会館）に所在し、スタジオも備え、『ふくやま市民のひろば』などの番組で使用していたが、2010年代初め（時期不明）に現在地に移転した。2015年（平成27年）現在、福山会館跡地は平安祭典福山南会館ウイングホールの敷地の一部となっている。
- 東京支社 東京都港区東新橋一丁目6番1号 日本テレビタワー21階[注 2]
  - 以前は、東京都中央区銀座五丁目8番20号 銀座コアビル8階に設置していた。
- 大阪支社 大阪府大阪市北区梅田一丁目1番3号 大阪駅前第3ビル24階

支局
- 呉支局 広島県呉市西中央一丁目5番14号
- 三次支局 広島県三次市十日市中二丁目6番36号101

海外特派員
- NNNニューヨーク特派員 アメリカニューヨーク

旧本社
- 中町ビル 広島県広島市中区中町6番6号（旧本社　〒730-8575）
2018年（平成30年）9月22日まで演奏所として使用した[7][8]。
スタジオ機能は2018年（平成30年）9月16日まで使用。
2020年（令和2年）に本館側が解体され、大和ハウス工業にホテル用地として土地を賃貸したが、新館側は引き続きテナントビルとして使用されている。

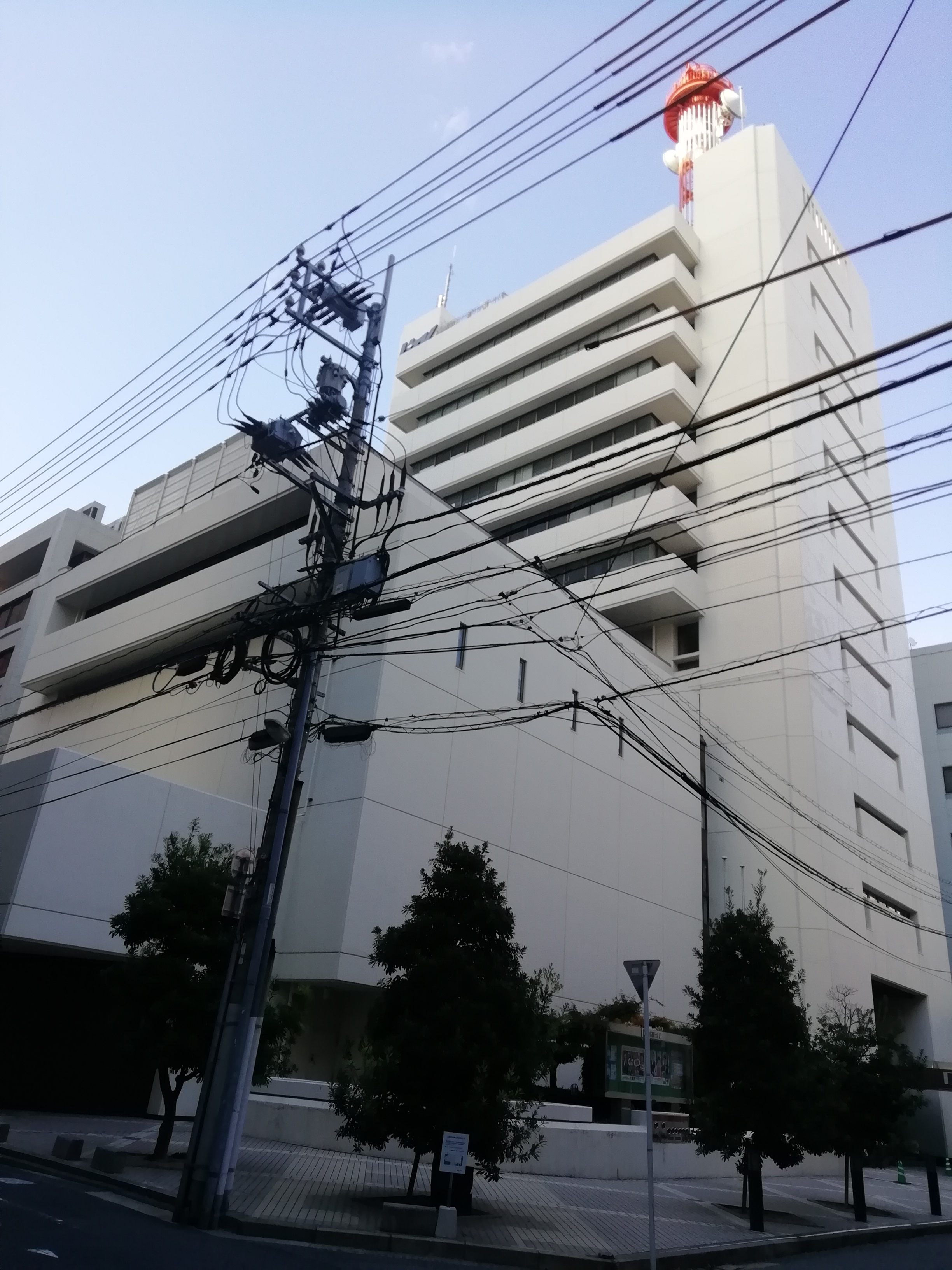
2018年9月22日まで演奏所として機能した中町ビル（旧本社）・本館側
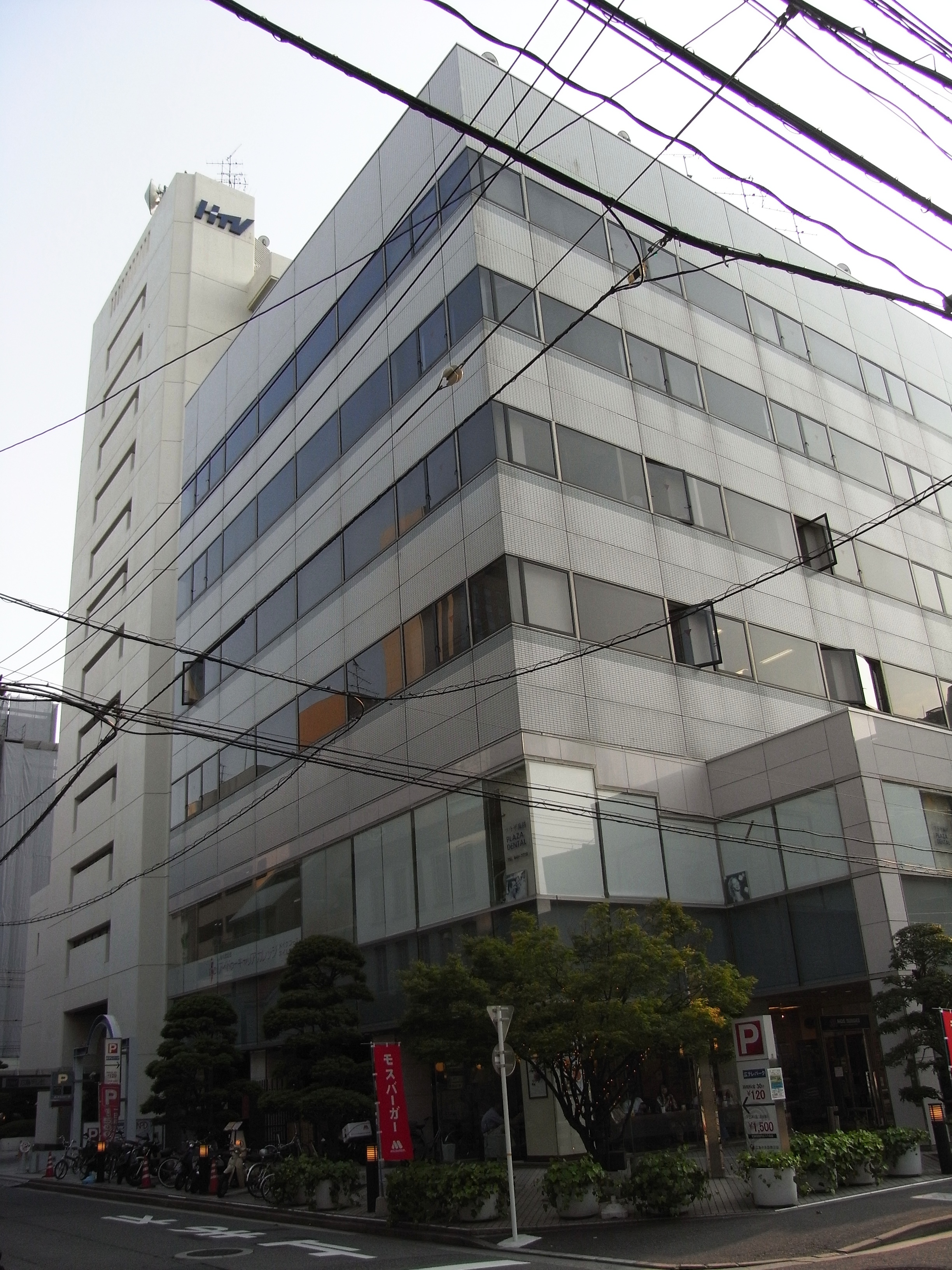
2018年9月22日まで演奏所として機能した中町ビル（旧本社）・新館側

## 資本構成
企業・団体の名称、個人の肩書は当時のもの。出典：

### 2021年3月31日
| 資本金 | 発行済株式総数 | 株主数 |
| ------ | -------------- | ------ |
| 2億円  | 400,000株      | 29     |

| 株主                     | 株式数   | 比率   |
| ------------------------ | -------- | ------ |
| 日本テレビ放送網         | 96,000株 | 24%    |
| 読売新聞グループ本社     | 75,800株 | 18.95% |
| 日本テレビ小鳩文化事業団 | 20,000株 | 5.00%  |
| 小林宏明                 | 13,400株 | 3.35%  |
| 林智子                   | 13,300株 | 3.33%  |

## 沿革
- 1961年（昭和36年）8月11日 予備免許交付。
- 1962年（昭和37年）
  - 1月16日 会社設立。
  - 8月31日 開局前夜祭番組『歌うスターパレード』を広島市体育館から、関西テレビの共同制作及びテレビ中継車を使用して放送[12]。
  - 9月1日 午前9:45 日本テレビ放送網系・フジテレビジョン系のクロスネット局として開局。
    - 広島ホームテレビ開局（1970年（昭和45年）12月1日）まではNETテレビ（現：テレビ朝日）の番組も放送していた（詳しくは下記を参照）
    - 岡本アナウンス課長から第一声は「JONX-TV、JONY-TV、12チャンネルの広島テレビ放送です。」
    - 開局当初の社屋は旧本社（中町ビル）の近くにあった。
- 1964年（昭和39年）10月1日 フジ7都市幹線ネットワーク（FNSの前身）が完成、HTVも一員となる。
- 1966年（昭和41年）
  - 3月20日 カラー放送開始
  - 4月1日 NNN（Nippon News Network）が発足・加盟。
  - 10月3日 FNN（Fuji News Network）が発足・加盟。
- 1969年（昭和44年）
  - 9月1日 シンボルマーク変更
  - 10月1日 FNS（フジネットワーク）が発足・加盟。
- 1970年（昭和45年）
  - 「碑」ほかの原爆番組制作に対して第7回放送批評家賞（ギャラクシー賞）受賞[13]。
  - 5月13日 瀬戸内シージャック事件の報道で、南海放送とともに他局をリード（NNN向け報道）。宇品港での容疑者射殺の瞬間をとらえる。
- 1972年（昭和47年）6月14日 日本テレビネットワーク協議会（通称：NNS）発足・加盟（この時点では業務協定非締結）。
- 1975年（昭和50年）10月1日 フジテレビ系列局のテレビ新広島（TSS）が開局したことに伴い、FNN・FNSを脱退。日本テレビ放送網系列のフルネット局、NNN・NNSの中四国地方の基幹局（山口放送から移管）となる。
- 1976年（昭和51年）5月 日本テレビ（NTV）と業務協定を締結。
- 1976年（昭和51年）11月12日 新社屋落成。
- 1979年（昭和54年）12月1日 音声多重放送開始（広島県内の民間テレビ放送局では初めて）。[14]
- 1982年（昭和57年）9月1日 広島テレビ開局20周年記念誌として『あなたとともに20年』を発行
- 1989年（平成元年）7月 シンボルマーク（広島の頭文字、「h」をモチーフにした筆書きのマーク）と社名ロゴが現在のものに変更
- 1992年（平成4年）7月23日 本社新館落成。同時に新略称ロゴマークの番組での使用が拡大（1989年に制定されていたが、それまでは使用頻度が少なかった）。
- 1993年（平成5年）4月5日 「柏村武昭のテレビ宣言」放送開始。
- 1997年（平成9年）
  - 4月3日 字幕放送開始
  - 4月 局のキャラクターとしてPiPPi（ピッピ）を使用開始（名前は公募により決定）
- 1998年（平成10年）2月2日 専用郵便番号（730-8575）使用開始
- 1999年（平成11年）5月10日 「日テレNEWS24」（当時は「NNN24」）のネットを開始し、終夜放送に移行（広島県内の民間テレビ放送局では中国放送に次いで2番目に実施）
- 2005年（平成17年）11月 地上デジタル放送対応マスター（東芝製）に更新。
- 2006年（平成18年）
  - 4月 生放送用スタジオがHD対応になる。
  - 6月23日 この日から地上デジタル放送の試験放送を10:00 - 19:00に実施（在広5局共同）。
  - 8月7日 - 11日 地上デジタル放送で「テレビ宣言」の放送時間のみサービス放送実施。（但し8月9日は16:48 - 20:54サービス放送を実施し、8月10日は16:48 - 翌日18:59まで実施した）
  - 8月26日 18:30 当初は9月4日の放送開始から行う予定であった、地上デジタル放送の全日サービス放送を前倒しという形で開始。（広島の民放では初）
  - 10月1日 4:55 地上デジタル放送開始。スタジオのステレオ化完了。この日から市政番組を除く、自社制作番組がステレオ放送となった。再放送・時差放送システムをハイビジョン対応に。
- 2008年（平成20年）
  - 3月28日 「テレビ宣言」が放送終了し15年の放送に幕を閉じる。
  - 3月31日 ニューステロップのデザインを変更し文字サイズも大きくなる（デカ文字）。この日に「旬感★テレビ派ッ!」放送開始。
- 2010年（平成22年）7月5日 地上アナログ放送で全番組16:9レターボックス放送開始。テロップの配置を16:9のサイズに変更。
- 2011年（平成23年）
  - 4月4日 「旬感★テレビ派ッ!」から「テレビ派」に改題。
  - 7月24日 正午で地上波アナログ放送の一般放送終了。23時59分までに停波。
- 2012年（平成24年）
  - 1月 開局50周年を機として平和事業「Piece for Peace HIROSHIMA」を始動。
  - 7月 天気予報システムを更新。県内の市町村すべての天気予報を表示可能。並びに福岡と札幌の天気予報の表示開始。
- 2014年（平成26年）5月20日 広島市東区の二葉の里再開発地区5街区を、大和ハウス工業・エネルギア・コミュニケーションズ（後者は中国電力グループ）と共同で落札[15]。3社で分割して開発し、広島テレビの新社屋を建設[15]。
- 2018年（平成30年）
  - 3月31日 登記上の本社を二葉の里再開発地区に完成した新社屋（広テレビル）に移転[7]。
  - 9月17日 新社屋の生放送スタジオを使用開始し番組制作を新社屋に移管。
  - 9月22日 24:55 中町ビル（旧本社）からの放送を終了。
  - 9月23日 5:59 広テレビル（エキキタ）から本放送を開始し移転完了[7][8][16]。同時に「NNS標準営放システム」サービス提供開始[17]。
- 2020年（令和2年）
  - 12月下旬 - 番組終わりに流れる配信サイトHulu、Tver、パラビ配信対象番組で、配信中告知の部分を番宣スポットまたは広島県の番組宣伝CMに差し替える設定に変更（『笑点』など一部番組はそのまま放送）。
- 2021年（令和3年）
  - 2月上旬 - 静岡第一テレビとともに日本テレビホールディングスの関連会社となる[18]。
- 2022年（令和4年）
  - 9月1日 - 開局60周年。

## ネットワークの移り変わり
- 1962年（昭和37年）9月1日 読売新聞・産経新聞の共同出資により設立されたため、日本テレビ・フジテレビのクロスネット局として放送開始した（※ ただし、どちらも一部はラジオ中国テレビ（RCCテレビジョン）から移行されずに残る）。また、一部に限りNETテレビの番組も毎日放送制作分を中心にネットしていた他、開局当初はニュース協定以外でのネットワークの縛りが緩かったため、ごくわずかながらラジオ中国テレビの編成から外れた東京放送（現：TBSテレビ）の番組が放送されたこともある。なおニュースネットについては、夕方の基幹ニュースと『FNNお茶の間ニュース』『FNN奥さまニュース』をフジテレビ（FNN）から受けた以外は日本テレビ（NNN）を基本とした。
- 1966年（昭和41年）4月1日 ニュースネットワークNNNに加盟。
- 1966年（昭和41年）10月3日 ニュースネットワークFNNに加盟。
- 1969年（昭和44年）10月1日 FNSに加盟。

1960年代の番組編成は全体的にフジ優勢の編成であり、1964年（昭和39年）時点では6:3が1969年には5:4の割合であった。この比率は、宮城県で同時期に開局した仙台放送と酷似した割合であった。
- 1970年（昭和45年）12月1日 広島ホームテレビ（UHT）の開局により、NETテレビ系の番組が一部例外（主に毎日放送制作分）を除いてUHTへ移行。中国放送から移行されずに残っていた日テレ系・フジ系の番組の一部が前年から段階的に移行される。
- 1972年（昭和47年）6月14日 この日発足のNNSに加盟。
- 1975年（昭和50年）10月1日 フジ系列がテレビ新広島（tss）を設立してこの日開局し、共同出資を解消。この結果、フジ系の番組が経過措置としての一部例外と、日テレ系と重複加盟の系列局が制作した番組を除きtssへ移行、FNN・FNSを脱退。広島ホームテレビから日テレ系の一部番組が移行され、日本テレビ系列のフルネット局となった。
  - なおテレビ新広島開局前のサービス放送実施時は、FNNニュースのうち『FNNニュース6:30』と『FNN奥さまニュース』などの一部番組をHTVに残したため、当該時間帯はtss自社制作のローカルニュースに差し替えを行い、HTVがNNNニュースをネット受けする時間帯はtssでFNNニュースを放送した。

### 18時台以降の番組編成の変遷
- ★ → 時差ネット
- ☆ → 30分前倒し

## 主な送信所

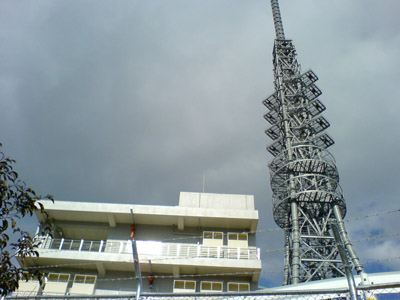
絵下山デジタルテレビ5局共同送信所

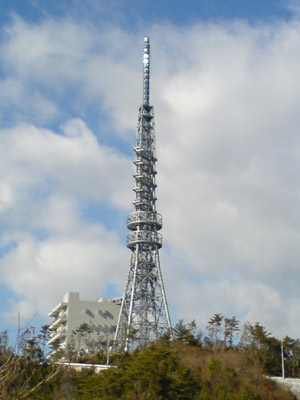
絵下山デジタルテレビ5局共同送信所

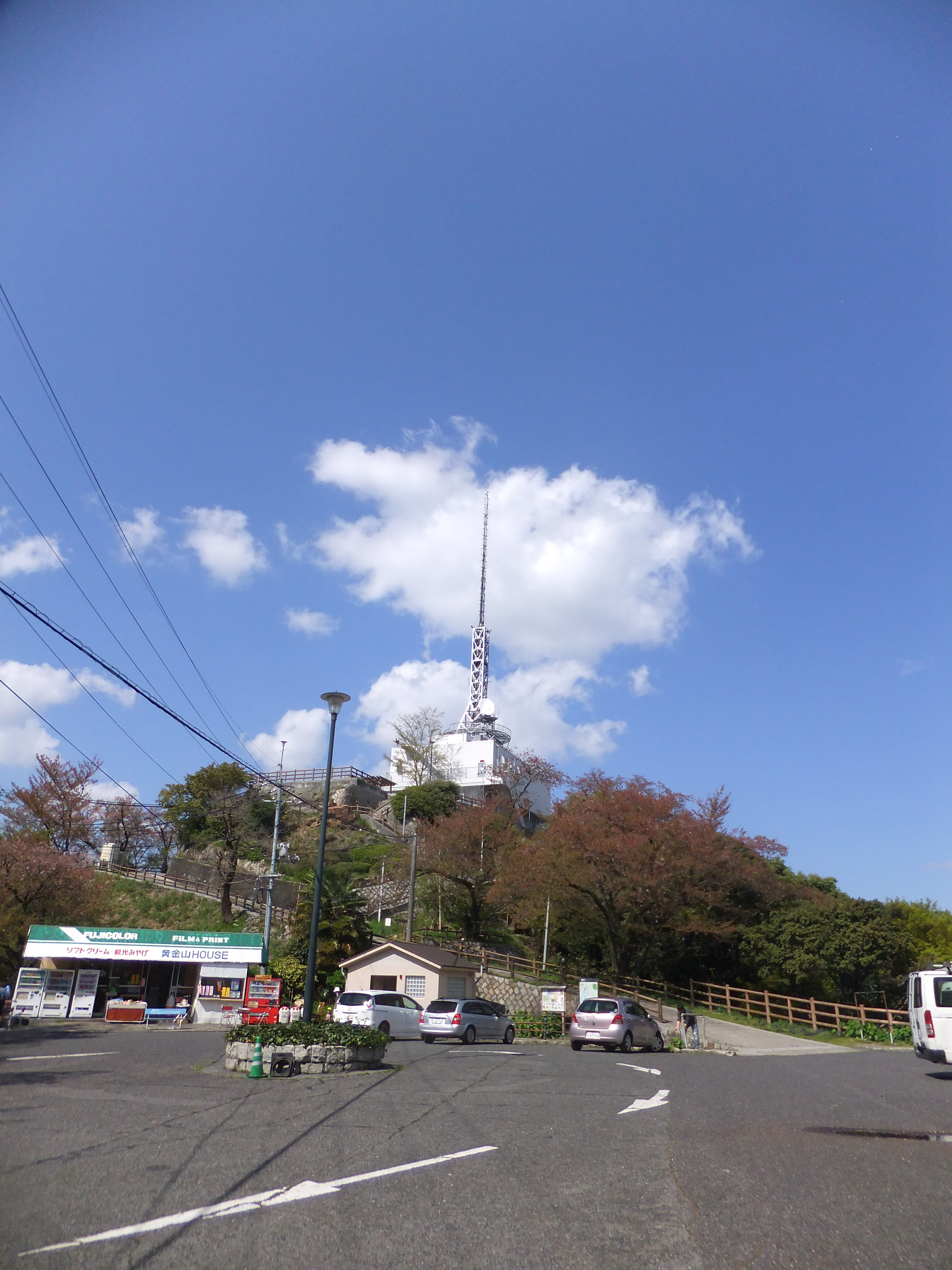
黄金山送信所（アナログ時代）

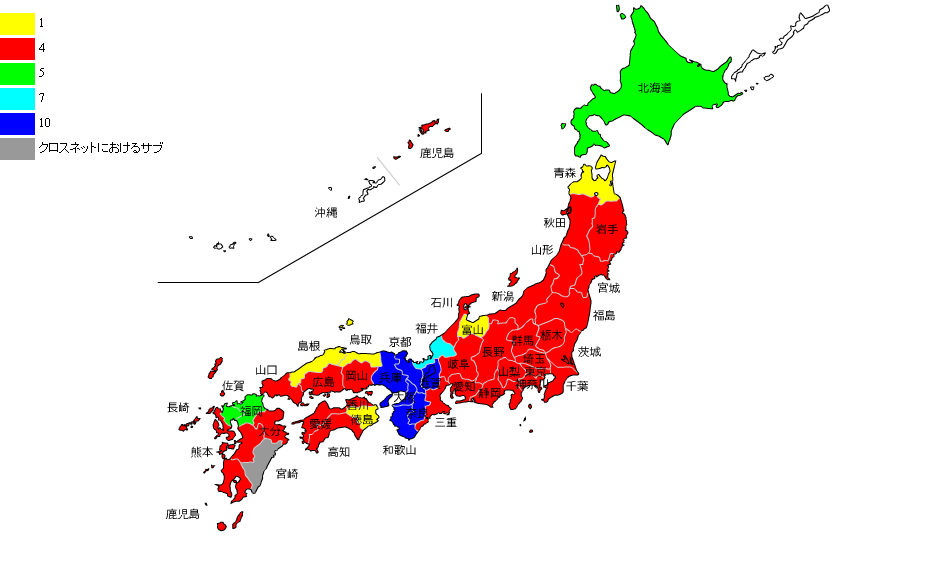
日本テレビ系列局のリモコンキーID地図

- リモコンキーIDは県内全てキー局の日本テレビと同じ「4」。

※アナログ4chを親局としていたJNN系列の中国放送（RCC）は「4」をリモコンキーIDに引き継がず、JNN系列で標準の「6」でもなく、RKB・MRTを除く九州・沖縄同系列同様「3」を使用している。
親局
広島（絵下山＝広島市安芸区） JONX-DTV 19ch 3kW
中継局
佐東（広島市安佐南区緑井） 19ch 3W
可部（広島市安佐北区） 19ch 1W
北広島千代田 17ch 10W
江田島大柿 19ch 10W
呉 19ch 30W（休山）
東広島西条 17ch 1W
尾道因島（尾道市因島） 17ch 1W
竹原・大崎上島 19ch 10W
三次 19ch 30W
福山 17ch 100W（彦山） 備後地区地上デジタルテレビジョン放送基幹局
尾道 17ch 50W（高見山）
府中 17ch 10W
山口県東部（特に山口県岩国市など）や愛媛県中予沿岸（愛媛県松山市北条地区や今治市大西地区、菊間地区など）でも電波が届き、受信することができる｡

### アナログ放送
2011年7月24日停波時点
親局
広島（黄金山＝広島市南区） JONX-TV 12ch 10kW
※アナログ12chを親局とする民放は本局、テレビ東京とFNN系列の仙台放送のみである。
中継局
北広島千代田 62ch 100W
江田島大柿 51ch 100W
呉 5ch 71W（休山）
竹原・大崎上島 62ch 100W
三次 11ch 75W
東広島西条 11ch 3W
東広島黒瀬 44ch 10W
尾道 12ch 1kW（高見山）：以前は備後地区基幹局としてJONY-TVのコールサインが存在していたが、1982年頃に中継局扱いとなり廃止された。
福山 11ch 100W（蔵王山）
福山西 19ch 10W（彦山）
府中（福山市新市町） 62ch 100W
ほかにも中継局あり
山口県東部（岩国市他）にも電波が届いており、こちらの方でも視聴者が多い。

## 区域外再放送
広島県内に本社を置くケーブルテレビ局では、すべてのケーブルテレビ局でテレビが再送信されている。
井原放送（福山市神辺町エリア）でも再送信されている（かつては、本社がある岡山県井原市エリアでも再送信を行っていた。）。
県外では以下のケーブルテレビでテレビが再送信されている。
島根県
邑智郡美郷町の共同アンテナ（一部）
邑智郡邑南町の共同アンテナ（一部）
山口県
アイ・キャン2009年5月13日より地上デジタル放送での再送信が開始された。
愛媛県
上島町CATV（弓削局のみ）
以前は、以下のケーブルテレビでも区域外再送信が行われていた。
岡山県
井原放送（井原市エリア、2007年終了）　西日本放送に集約

## 主なテレビ番組

### 自社制作番組
報道
- テレビ派 4部（月曜 - 金曜 18:15 - 18:55）
  - news every.広島（同上）[注 10]
- 広島テレビNEWS（火曜 - 木曜 21:54 - 22:00、金曜 20:54 - 21:00）
- 広島平和記念式典特番「つなぐヒロシマ」（毎年8月6日 8:00 - 10:25ほか）[注 11]

平日の放送例：2025年度からは『ZIP!』内で設けられた7:55の飛び降りポイントを行使し、10:25までの時間で放送。
日曜日の放送例：2023年度は例年のように東京・大阪発の番組の飛び降りや返上を行わず、番組全篇を『シューイチ×つなぐヒロシマ』として、『シューイチ』の出演陣と池上彰と長島清隆・馬場のぶえ・宮脇靖知各アナウンサーがそろって広島から生放送として扱った。
- WATCH〜真相に迫る〜（深夜枠を中心に不定期放送、年末年始などでは午前中に放送の場合あり）

情報
- テレビ派 1部・2部（月曜 - 金曜 15:48.30 - 17:53）[注 13]
- 丸ごと!好奇心 知っとる!?（水曜・木曜 11:25 - 11:30、金曜 10:25 - 11:00）
- てっぺん!（土曜 1:59 - 2:14（金曜深夜））

バラエティ
- 三四郎のDearボス（日曜 16:25 - 16:55）

スポーツ
- 広テレ!完全カープ主義・DRAMATIC BASEBALL（西暦） - 広島東洋カープ戦中継[注 14][注 15][注 16]
- 進め!スポーツ元気丸（日曜 16:55 - 17:25）
- 全国高校サッカー選手権広島地区予選・決勝（原則11月第2日曜 12:00 - 13:30、放送時間は多少前後する場合あり、『上沼・高田のクギズケ!』『そこまで言って委員会NP』は遅れネットまたは返上のいずれかとする）
- JFA 全日本U-12サッカー選手権大会・広島地区予選・決勝（2014年までは6月の最終週、2015年は11月最終週の土曜に、2021年は12月の第1日曜に放送）
- 広島オープンボウリングトーナメント（毎年12月の最終週に放送。2020年・2021年は新型コロナウイルス感染拡大により中止）[注 17]
- カープ選手会ゴルフ（毎年1月3日）
- BOAT RACEライブ（宮島競艇場開催分。中国放送と持ち回りで制作）[注 18]
- バスケットボールB.LEAGUE 広島ドラゴンフライズ戦中継（主に土曜または日曜午後に放送。後者の場合は『そこまで言って委員会NP』の放送を遅れネットまたは返上のいずれかとする）
- バレーボールV.LEAGUE JTサンダーズ広島戦中継（同上）

ミニ番組
- コープのおいしめし（月曜 11:25 - 11:30）
- おしゃべり唐あげ あげ太くん（月曜 21:54 - 22:00）
- お好み焼き紀行（土曜 11:35 - 11:40）
- 子育てんき（日曜 11:25 - 11:30）
- エンタ娘（随時放送）
- ピッピでピ!（随時放送）
- 広島のうまいに!乾杯（毎年夏季限定、金曜 22:54 - 23:00放送）
- ネッツトヨタ広島 Presents たからモノさがして（木曜 18:55 - 19:00）

県政・市政広報番組
- ひろおく便り（庄原市・世羅町・神石高原町・府中市広報番組、月曜 18:55 - 19:00）
- われら!呉Tuber（呉市広報番組、火曜 18:55 - 19:00）
- ひろしま県議会ダイジェスト（広島県議会広報番組、広島県議会会期終了後の日曜 9:55 - 10:25）[注 19]

自己批評・検証番組
- あなたと広テレ

#### ブロックネット番組
中国・四国地方NNN系列局（7局）にネット
全局ネット
- 中四国レインボーネット

中国・四国地方のNNN系列7局で放送される番組企画にもネット
一部地域ネット
- 瀬戸内紀行　～覇者の夢～（土曜日放送）

### 広島県内の外部プロダクション制作番組
以下は地元の番組制作会社が制作した番組を放送枠を買い取る形で放送している。
- ハロークッキング Presented by ハローズ（第1第3土曜 11:40 - 11:45、ARTTV 制作著作。テレビ新広島から移行）

### 日本テレビ系列任意ネット番組
制作局の表記のない番組は日本テレビ制作。太字は同時ネット。
- Oha!4 NEWS LIVE（月曜 - 金曜 5:00 - 5:50、日テレNEWS24（CS）制作）
- DayDay.第2部（月曜 - 木曜 10:25 - 10:55、15分飛び降り。2025年6月19日まで、木曜は10:25までの30分飛び降りだった）
- news every.（月曜 - 金曜 15:50 - 16:45、『テレビ派』第1部に内包）
- オードリーさん、ぜひ会ってほしい人がいるんです。（火曜 0:59 - 1:29（月曜深夜）、中京テレビ制作）
- ミズタのレシピ!（火曜 1:29 - 1:59（月曜深夜）、南海放送制作）
- にけつッ!!（水曜 0:59 - 1:29（火曜深夜）、読売テレビ制作）
- ダウンタウンのガキの使いやあらへんで!!（木曜 0:59 - 1:29（水曜深夜））[注 20]
- 太田上田（木曜 1:29 - 1:54（水曜深夜）、中京テレビ制作）
- ドランク塚地のふらっと立ち食いそば（金曜 1:29 - 1:59（木曜深夜）、BS日テレ制作。ネット中断期間あり[19]）
- ニノさん（金曜 19:00 - 19:56）[注 21]
- Friday's EDGE（土曜 0:30 - 0:59（金曜深夜））
- バズリズム02（土曜 0:59 - 1:59（金曜深夜））
- 所さんの目がテン!（土曜 5:25 - 5:55）
- 一茂×かまいたち ゲンバ（土曜 9:25 - 10:30）[注 22]
- 光が死んだ夏（日曜 1:25 - 1:55（土曜深夜））
- 24時間テレビチャリティー・リポート（日曜 3:45 - 3:50）
- それいけ!アンパンマン（日曜 5:15 - 5:45）
- 遠くへ行きたい（日曜 7:00 - 7:30、読売テレビ制作）[注 23]
- 上沼・高田のクギズケ!（日曜 11:40 - 12:35、読売テレビ、中京テレビ共同制作）[注 24]
- そこまで言って委員会NP（日曜 13:30 - 15:00、読売テレビ制作）[注 25]
- 音のソノリティ（日曜 20:54 - 21:00）
- 浜ちゃんが!（日曜 23:25 - 23:55、読売テレビ制作）
- ガンバレルーヤの週末移住バラエティ 冠ルーヤ（月曜 1:25 - 1:55（日曜深夜）、日本海テレビ制作）
- 防府読売マラソン（毎年12月第3日曜に放送、山口放送制作。年度により広島テレビも日本テレビ・読売テレビ・福岡放送などとともに制作・技術協力に参加）
- eGG （月1回放送）
- イオンモールカップ高等学校書道パフォーマンスグランプリ中四国大会・決勝大会（毎年2月に放送、西日本放送制作）[注 26]
- ディズニー・オン・アイス日本公演事前特別番組（主に広島公演開催直前の土曜 10:30 - 11:25に放送。中京テレビ制作）[注 27]
- 全国高等学校サッカー選手権大会・1回戦から準々決勝（民間放送43社共同制作。広島県代表出場試合を優先して放送。広島県代表の敗退後や初戦前のカードは年度により放送の有無が異なる。大会協賛社のスポンサードネット扱い）[注 28]

### 他系列番組
テレビ東京系列番組
制作局の表記のない番組はテレビ東京制作。
- SAKAMOTO DAYS（第2クール）（水曜 1:29 - 1:59（火曜深夜））
- 二軒目どうする?〜ツマミのハナシ〜（日曜 0:55 - 1:25（土曜深夜））
- ポケモンとどこいく!?（日曜 5:45 - 6:15）[注 29]
- ありえへん∞世界（日曜 10:25 - 11:25）[注 30]
- 火曜エンタ（『世界が騒然！本当にあった㊙衝撃ファイル』などを土曜午後を中心に不定期放送）

## 過去に放送した番組

### 過去の制作番組

#### ローカル番組
ローカル報道番組
- 広島テレビニュースアイ（平日 18:00 - 18:30）
- ひろしまTODAY60（平日 17:30 - 18:30枠の60分番組として放送）
- NNNひろしまTODAY（『NNNライブオンネットワーク』を内包）
- NNNニュースプラス1ひろしま（『NNNニュースプラス1』を内包。現在のテレビ派・3部または年末年始編成のnews every.広島枠）
- 広島土曜ジャーナル…1989年 - 1991年頃放送、ニュースとドキュメンタリーで構成された報道特集番組。
- 広島テレビニュース・プラス1サタデー/サンデー（1991年 - 2006年放送の週末ローカルニュース単独番組、NNN全国ネットに先駆けてこのタイトルを使用していた）
- 週刊テレ宣ニュース（1999年 - 2002年頃に放送）

ワイドショー・情報番組
- プレゼントスタジオ
- 女性ロータリー
- アイ・ラブひろしま[注 31]
- ほっとひろしま[注 32]（1987年10月 - 1993年3月）
- 中区中町6の6・ひろしまジョッキー（帯番組）
- ナイス11（同上）
- いきいき金曜日ひろしま
- こちらマル○生活研究所（1995年10月5日 - 2005年3月31日）
- 中町スタイル（2005年4月 - 2007年4月、月末は中町スタイル ぷらすとして放送）※HD
- YOUなび（2007年9月28日終了）※HD
- 素敵!奥様ランド
- 素敵!ひろしま愛ランド（以上2番組を併せて土曜12:00枠で1988年 - 1990年頃放送）
- みずほの恋スルてんむす（2005年10月 - 2006年10月11日）
- テレビ宣言（柏村武昭のテレビ宣言→テレビ宣言にゅー→テレビ宣言・1993年 - 2008年）※HD
- もっきんCafe（2007年10月 - 2008年9月）
- るんるんCafe
- 旬感テレビ派ッ!プラス（2008年4月 - 2010年10月）※HD
- テレビ派ランチ（2013年9月 - 2015年9月）

バラエティ番組
- サテスタ8&8[注 33]
- ぐるぐるスクール（2012年10月20日 - 2016年12月25日）
- もっと広島に恋しよう 金ぶち（2015年10月23日 - 2016年12月16日）[21]
- よくばりアリス（2017年1月20日 - 2019年9月13日）[22]
- STU↗でんつ!

ドラマ
- びったれ!!!（tvk・メ〜テレ他9局との共同制作）

音楽番組
- 新春カラオケグランプリ・広島[注 34]

スポーツ番組
- がんばれカープ→小林誠二のがんばれカープ
- Jリーグ中継（サンフレッチェ広島ホームゲーム）[注 35]
- 小池一夫のシビ・ゴルフ広島奮戦記（1988年頃に放送）
- 広島女子オープンゴルフ[注 36]
- ウッドワンオープン広島※HD[注 37]
- 週刊カープ

ドキュメンタリー番組
- ときめき釣り天狗
- 3DAYS（2006年4月 - 2006年12月）※HD
- 広島発!夢の通り道（2008年4月 - 2012年9月）

ミニ番組
- 路地裏の象（1997年頃）
- アンガールズのええじゃん広島県（2004年頃に放送）
- 中町スタイルmini（『なるトモ!』ネット開始前に放送）
- 天気のツボ（2005年まで放送）
- 山口遊学校（ - 2005年）
- みんなエーコじゃん（2006年10月 - 2006年12月）
- パパは電化シェフ!（2007年4月 - 2009年3月）※中国地方ブロックネット番組
- ライフノート
- 勝手に!LOVE清盛（2012年1月 - 9月）
- cyma-サイマ- presents 咲舞家の新生活（2018年3月）
- MEGA EGG presents メガ流忍者龍蔵（2017年10月6日 - 2018年9月）
- TOYOTA presents The Canvas Story
- 時を刻むあまーい物語

県内市町村との共同制作による県政・市政番組
- サンデーリポートひろしま
  - 「ひろしまサンデースタジオ」の前番組
- ふくやま市民のひろば（30分番組）→ナウ・ふくやま（5分番組）
  - 福山市政番組は、一時TSSに移行して日曜 8:55 - 9:00に「いきいき福山」として放送されていたが、2011年からHTVに戻り、「ハッケンふくやま」として放送されていた。
- ズームアップくれ（呉市政番組、- 2007年3月、後にHOMEでも放送）
- 来て!観て!みよし→ようこそ!三次（三次市政番組、 - 2007年3月）
- ひろしまサンデースタジオ（広島市政番組、2005年 - 2007年）
- ハイ!東広島です（東広島市政番組、1990年代 - 2008年）
- わくわくひろしま県（広島県政番組、 - 2008年3月）
- 出前!なるほど情報（広島市政番組、2007年 - 2009年）
- ふれ愛!みよし（三次市政番組、2009年4月 - 2010年3月）
- 発信!広島MAX（広島市政番組、2011年 - 2017年3月22日）
- みよし観光研究所（三次市広報番組、2016年4月 - 2018年3月27日）
- 週刊ひろしマスター（広島市広報番組、2015年4月 - 2019年3月19日）
- ハッケンふくやま〜何もないとは言わせない〜→びんご姫のふくやま福さがし（福山市広報番組）
- 好きです!三次（三次市広報番組、2019年4月23日 - 2020年3月）
- カープ家のひろしま生活＋（広島市広報番組、日曜 21:54 - 22:00）

特別番組
- デジタル放送開始宣言（2006年10月1日）※HD
- 地上デジタル開局番組 島田洋七のがばいんじゃけん!広島（2006年10月1日）※HD
- 地上デジタル開局記念「テレビが変わる!広島がかわる!スタート地デジ」（2006年10月1日・広島民間テレビ局共同制作番組）※HD
- 道標なき旅の彼方に-求道の画家 平山郁夫- （2007年・開局45周年記念番組）
- 家族向上チャンネル 広テレじゃん！ 広島あっぱれ家族スペシャル！！（2007年9月1日・開局45周年記念番組）

ローカルネット特番
- 東京生活をプロデュース（毎年2月頃）

#### 全国ネット番組
2025年現在、レギュラーでの全国ネット番組の制作は行われていない。
連続ドラマ
- ささら、もさら[注 38]
- 瀬戸の恋歌[注 39]。

単発ドラマ
- 百日紅の花（1967年10月放送・原爆特集番組。クロスネット時代で日本テレビ系列向け。構成：松山善三、主演：杉村春子）

バラエティ番組
- ヤングスクランブル（山口放送 - 広島テレビ - 山陽放送 - 日本海テレビの4局ブロック番組）
- チャレンジボール（山口放送-広島テレビ-山陽放送の3局ブロック番組）
- ZZZ内の全国ネット番組（いずれも東京支社制作）
  - 恋のチューンネップ→ネプ中
  - あけすけ
  - 松本紳助（「松紳」に改題後、日本テレビ制作へ移行）
- 日本一のお好み焼きを作れ! 鉄板ジュ〜ジュ〜隊が行く（2010年から毎年1月放送）
  - 2010年（東北vs九州）は、日本テレビ系列局で1月16日（土曜日）に放送。
    - 出演：山中秀樹・芳本美代子・中井和哉・有吉弘行・陣内貴美子

  - 2011年（パート2 海の幸vs山の幸）は、日本テレビ系列局で1月22日（土曜日）に放送。他に北日本放送・秋田放送・高知放送が遅れネット。日テレアックスオンが制作協力。
    - 出演：風見しんご・有吉弘行・梅田彩佳（AKB48・チームK）・原幹恵・島田洋七・陣内貴美子

音楽番組
- 広島平和音楽祭（1974年 - 1993年、7自局向けに長時間版を先行放送した後、短縮編集したものを日本テレビ系全国ネットで放送していた）

スポーツ番組
- プロ野球中継のうち広島東洋カープvs読売ジャイアンツ戦は原則として火曜日と木曜日はフジテレビ系列向け、土曜日には日本テレビ系列向けに全国中継していた。現在は全て日テレ系向けに、主として火曜日・木曜日・土曜日のナイターを放送している。

ドキュメンタリー番組
- 人間、そのたくましきもの（1966年放送・原爆特集番組。クロスネット時代でフジテレビ系列向け。構成：松山善三、ナレーション：高峰秀子）
- ある夏の記録（1967年12月放送・原爆特集番組。構成：松山善三、ナレーション：高峰秀子）
- 朝顔（1968年11月放送・原爆特集番組。構成：松山善三）
- 碑（1969年10月放送・原爆特集番組、クロスネット時代で日本テレビ系列向け）
- いしぶみ〜忘れない。あなたたちのことを〜（2015年8月放送・原爆特集番組、1969年放送「碑」のリメイク）

### 日本テレビ系列番組（全局スポンサードネット番組を除く）
日本テレビ制作
- ブラックワイドショー
- ぶらり途中下車の旅（番組自体は継続中）
- キャラオケ18番
- HiGH&LOW〜THE STORY OF S.W.O.R.D.〜（同時ネット）
- @サプリッ!（2004年4月 - 9月）
- グッドルッキンクラブ!（2006年10月 - 2007年3月）※HD
- YOUたち!（2006年10月 - 2007年3月）
- レコ☆Hits!（2009年1月16日 - 12月25日）
- Perfumeの気になる子ちゃん
- 世界まる見え!DX特別版（2010年10月3日 - 2011年3月27日）
- メレンゲの気持ち（編成により同時ネット・遅れネット・打ち切りを繰り返し、2016年3月まで放送）
- AKBINGO!
- スクール革命!（2020年3月打ち切り、番組自体は継続中）
- Who is Princess?（同時ネット）
- 日本テレビ制作深夜アニメ
  - MASTERキートン（本放送終了後に放送）
  - はじめの一歩[注 40]
  - 花田少年史（本放送終了後に放送）
  - ごくせん（本放送終了後に2話連続で放送）
  - MONSTER
  - DEATH NOTE
  - 逆境無頼カイジ
    - 逆境無頼カイジ 破戒録編

  - 魔人探偵脳噛ネウロ
  - BUZZER BEATER（第1期〈WOWOW版〉は未放送）
  - ONE OUTS
  - 君に届け
  - HUNTER×HUNTER（2011年版）
  - ちはやふる（第1期のみ放送）
  - ルパン三世シリーズ（『ルパン三世 PART5』は県内未放送）
    - LUPIN the Third -峰不二子という女-（本放送終了後に放送）
    - ルパン三世（TV第4シリーズ）
    - ルパン三世 PART6

  - 寄生獣 セイの格率
  - 俺物語!!
  - Peeping Life TV
  - Infini-T Force（広島テレビも製作委員会に参加）
  - トライナイツ
  - EDENS ZERO
  - 薬屋のひとりごと（第1期）
  - ザ・ファブル
  - らんま1/2（2024年版）（第1期）
  - Aランクパーティを離脱した俺は、元教え子たちと迷宮深部を目指す。（第1期）

ほか
読売テレビ制作
- お笑いネットワーク（週末午後枠で不定期放送。ライオン提供全国ネット時代にも一時放送）
- ワイドショー今（1978年4月から放送）
- ときめきタイムリー（開始初期に放送）
- おもしろサンデー（同時ネット）
- 超近未来遭遇!! どーなるスコープ（同時ネット）
- ニーチェ先生（同時ネット）
- トミーズ・小枝の素敵なダーリン（一時期放送）
- たかじんnoばぁ〜（2007・2008年の復活特番も放送）
- たかじんTEPPAN
- 発見!仰天!!プレミアもん!!!土曜はダメよ!（2008年9月打ち切り）※HD
- なるトモ!（2004年 - 2009年3月）
- 犬夜叉 完結編
- グッと!地球便（2009年4月 - 2010年3月に同時ネット。以後は断続的に不定期放送）[注 41]
- 全英への道 ミズノオープン・2日目（JFE瀬戸内海ゴルフ倶楽部での開催時に年度により深夜枠で西日本放送との3局ネットでの録画放送。放送時間は3局で若干異なった。3日目と最終日は全国ネットで放送。2022年以降は地上波のテレビ中継がなくなりABEMAでのインターネット配信のみ実施）
- 特盛!よしもと 今田・八光のおしゃべりジャングル（2019年9月打ち切り、番組自体は『今田耕司のネタバレMTG』として継続中）
- ガリゲル
- クチコミ新発見!旅ぷら（同時ネット）[注 42]
- 草彅やすともの うさぎとかめ（2024年9月21日で定期放送を打ち切り。番組自体は継続中）[注 43]

ほか
その他系列局制作
- 1×8いこうよ!（札幌テレビ制作・2度定期放送の後、途中打ち切り、番組自体は継続中）
- お笑いマンガ道場（中京テレビ制作）
- いただきマッスル!（中京テレビ制作）
- 業界クイズ ミニキテ!（中京テレビ制作・2007年10月 - 2008年6月）
- この人に逢わせて喜ばせたい!逢喜利（中京テレビ制作）
- 和牛のA4ランクを召し上がれ!（南海放送制作）
- 日本海テレビ東京支社・THE WORKS制作番組（『ブランディア うれしいことふやそう!』途中で打ち切り。他地域で実例のある同一地域の他系列局（広島県の場合中国放送・広島ホームテレビ・テレビ新広島が該当）への放映移譲も行われなかった）
- ナンデモ特命係 発見らくちゃく!（福岡放送制作・途中打ち切り、番組自体は継続中）
- 報道特別番組・長崎平和祈念式典中継（長崎国際テレビ制作、2015年・2023年に放送）
- 友近・礼二の妄想トレイン（BS日テレ制作。第98回『広島電鉄で行く“世界遺産”宮島・嚴島神社の旅』〈BS日テレでの2023年1月9日放送分〉を2023年3月5日〈日曜〉15:00 - 15:55に遅れネットで放送）

ほか

### 他系列の番組

#### テレビ東京系列番組
制作局の表記のない番組は東京12チャンネル→テレビ東京制作。
- ドン・チャック物語
- 忍者キャプター
- 快傑ズバット
- 戦国魔神ゴーショーグン
- アタッカーYOU!
- マシンロボ クロノスの大逆襲
  - マシンロボ ぶっちぎりバトルハッカーズ
- NG騎士ラムネ&40
- RPG伝説ヘポイ
- スピルバーグのアニメ タイニー・トゥーン
- エルドランシリーズ
  - 絶対無敵ライジンオー
  - 元気爆発ガンバルガー
  - 熱血最強ゴウザウラー
- ゲンジ通信あげだま[注 44]
- 横山光輝 三国志（本放送終了後に帯放送）
- 赤ずきんチャチャ
- ナースエンジェルりりかSOS
- こどものおもちゃ
- 東京ミュウミュウ（テレビ愛知制作、『東京ミュウミュウ にゅ〜♡』は県内未放送）
- Get Ride! アムドライバー
- BLEACH（途中打ち切り）
  - BLEACH 千年血戦篇
  - BLEACH 千年血戦篇-訣別譚-
  - BLEACH 千年血戦篇-相剋譚-
- SYNDUALITY Noir
- SAKAMOTO DAYS（第1クール）
- ポケモン☆サンデー
  - ポケモンスマッシュ!
  - ポケモンゲット☆TV
  - ポケモンの家あつまる?
- 歌え!ヤンヤン!
- 三波伸介の凸凹大学校
- 昭和歌謡大全集（不定期放送）
- 日本歌謡大賞（1979年11月23日（金曜・祝日）は16:00から同時ネットで、1984年は1日遅れの11月12日（土曜）14:00から放送）
- パソコンサンデー（テレビ大阪制作）
- THE フィッシング（テレビ大阪制作、2010年4月打ち切り、後に広島ホームテレビでも放送）
- テレビあっとランダム
- eZ
- 出没!アド街ック天国（番組自体は継続中、後に中国放送でも放送）
- 決戦!クイズの帝王
- たけしの誰でもピカソ[注 45]
- だいすけ君が行く!!ポチたま新ペットの旅
- 月10万円で豊かに暮らせる町&村（ - 2006年3月）
- 三宅式こくごドリル（ - 2006年3月）
- いきなり結婚生活（2006年4月 - 9月）
- SHOWBIZ COUNTDOWN（テレビ愛知制作、 - 2007年3月、途中打ち切り）
- 奥さまは外国人（2006年春 - 2007年7月）
- ibuki
- 料理の怪人
- ミリオン家族（2007年7月 - 2009年2月）
- 和風総本家→二代目 和風総本家（テレビ大阪制作）
- いい旅・夢気分[注 46]
- 世界の料理ショー
- ペット大行進! ど〜ぶつくん
- ヨソで言わんとい亭〜ココだけの話が聞ける（秘）料亭〜（『じっくり聞いタロウ〜スター近況（秘）報告〜』に改題後は中国放送へ移行）
- 博多華丸のもらい酒みなと旅2
- 朝の!さんぽ道（2018年3月で途中打ち切り）
- そろそろ にちようチャップリン（後継番組の『ぴったり にちようチャップリン』は中国放送で放送）
- あちこちオードリー（不定期放送、番組自体は広島ホームテレビに移行して継続中）
- モヤモヤさまぁ〜ず2（番組自体は継続中、後に中国放送でも放送）
- 昼めし旅 〜あなたのご飯見せてください!〜（2024年3月28日で打ち切り[23]、番組自体は継続中）
- 男子ごはん（国分太一のコンプライアンス違反による芸能活動休止により、2025年6月19日で打ち切り。打ち切り時点では木曜 10:25 - 10:55）
- 孤独のグルメシリーズ
- ドラマ24（枠自体は継続中）[注 47]
  - モテキ
  - 湯けむりスナイパー
  - URAKARA
  - マジすか学園シリーズ（『マジすか学園3』は県内未放送）
  - 勇者ヨシヒコシリーズ
  - ここが噂のエル・パラシオ[注 48]
  - 撮らないで下さい!!グラビアアイドル裏物語
  - クローバー
  - まほろ駅前番外地
  - みんな!エスパーだよ!
  - リミット
  - バイプレイヤーズ 〜もしも6人の名脇役がシェアハウスで暮らしたら〜
  - オー・マイ・ジャンプ! 〜少年ジャンプが地球を救う〜

ほか

#### TBS系列局制作番組
- 兼高かおる世界の旅（TBSテレビ制作。1964年2月9日 - 5月3日に日曜 10:30 - 11:00に放送。5月10日からRCCに移行）
- アキハバラ@DEEP（オフィスクレッシェンド制作・10月 - 12月23日）
- じゃりン子チエ（毎日放送制作。1985年に月曜 - 金曜の17:00 - 17:30枠で再放送扱いで放送）
- アーノルド坊やは人気者（米国テレビドラマ。日本語版制作＝CBCテレビ・東北新社）
  - 中国放送から移行する形で、1985年に火曜の17:30 - 18:00枠で放送。
- OFLIFE（吉本興業制作・毎日放送幹事。ナビゲーター：黒田博樹）

#### テレビ朝日系列局制作番組
- ものしりシリーズ（毎日放送制作。広島ホームテレビ・中国放送では非ネット。本放送途中からTBS系。キリンビール提供ではなく放送番組センター配給扱い）

#### その他の番組
独立局
- 戦国鍋TV 〜なんとなく歴史が学べる映像〜（tvk・テレ玉・チバテレ・サンテレビ共同制作 2011年）

芸能事務所などのテレビ局制作以外
- フータくん（日本放送映画制作・パイロットフィルム。1972年12月11日の16:30 - 16:45に放送）
- 新擬似恋愛ドキュメント 妄想・恋愛〜Imagination love〜（JPLANET制作・2007年2月 - 2007年3月25日）
- ホレゆけ!スタア☆大作戦 〜まりもみ危機一髪!〜 （キューブ、ポニーキャニオン制作）
- 大ちゃんの釣りに行こう!（だいすけプロダクション制作著作、「大ちゃんの釣りに行こう!プラス」はテレビ新広島で放送）
- Sexy Zoneの進化論（スカパー!制作）

UHFアニメ
- 涼宮ハルヒの憂鬱（第2シリーズ）（第1シリーズは広島ホームテレビで放送）
- キディ・ガーランド
- 快盗天使ツインエンジェル　キュンキュン☆ときめきパラダイス!!（『ツインエンジェルBREAK』は県内未放送）
- AKB0048
  - AKB0048 next stage
- 銀河機攻隊 マジェスティックプリンス
- 田中くんはいつもけだるげ（製作委員会方式・毎日放送制作）
- 風夏（製作委員会方式・毎日放送制作）
- 鬼滅の刃（第1期のみ放送。再放送及び無限列車編以降はテレビ新広島で放送）
- 転生したらスライムだった件（製作委員会方式・BS11制作、第3期は日本テレビ系列全国ネット番組として放送）[注 49]
- 逃げ上手の若君
- BanG Dream! Ave Mujica（前作『BanG Dream! It's MyGO!!!!!』は県内未放送）

海外ドラマ
- F4ドラマシリーズ
  - 流星花園~花より男子~シリーズ（2005年1月 - 12月）
  - 烈愛傷痕〜愛のめまい 愛の傷〜（2006年1月 - 2月）
- あすなろ白書（2006年4月 - 2006年9月）
- ごめん、愛してる（2006年10月 - 2007年2月）
- あの青い草原の上に（2007年4月 - 2008年3月）
- 守護天使（韓国SBS制作（2001年）、2008年4月 - ）
- 台湾版（八大電視台制作（2005年）、2008年4月 - ）
- エア・シティ（韓国文化放送（MBC・2007年）制作・2009年2月 - ）※HD
- 私の名前はキム・サムスン（韓国文化放送（MBC・2005年）制作・2009年4月 - ）
- TRU CALLING（2006年1月 - 2006年3月）
- シークレット・エージェントマン（2006年4月 - 2006年6月）
- タッチング・イーブル〜闇を追う捜査官〜（2006年7月 - 2006年10月9日）
- プリズン・ブレイク（2007年1月6日 - 12月）※HD
- スーパーナチュラル（2008年1月13日 - 2008年6月7日）※HD
- HEROES（2008年6月14日 - ）※HD
- THE 4400〜未知からの生還者〜※HD
- ラスト・スキャンダル
- 結婚って、幸せですか

## スタジオ
スタジオは一部除いてハイビジョンに対応しており、スタジオ映像をハイビジョンでNNN各局へ配信できるようになっている。

### エキキタ社屋
Aスタジオ（6階、111坪）
主に「テレビ派!」や「元気丸」などの情報番組などで使用。
2018年10月11日に放送された「ぐるぐるナインティナイン」では広島ロケの一環で、本スタジオでも一部収録も行った。
Bスタジオ（5階、34坪）
報道制作局（ニュースセンター）が同階にあり、ニューススタジオとして使用。

### 旧中町社屋
『旬感テレビ派ッ!』スタジオ（HD・ステレオ対応）
現在は『旬感テレビ派ッ!』で使用している。16:9ハイビジョン対応のモニターが2台設置されている。1993年 - 2008年3月までは『テレビ宣言』で使用されていた。2007年4月 - 2008年10月は2つの生放送番組で使用することになっていたため、『テレビ宣言』放送中に別の番組のセットが写りこむことがあった。
『旬感テレビ派ッ!!』だけでなく、特番の生放送等でもこのスタジオを使用する。セットは一部変更。
2008年4月22日には笛吹雅子キャスターが、『NNN Newsリアルタイム』で広島高裁の判決のニュースをこのスタジオから行っていた。
『もっきんCafe』スタジオ（HD・ステレオ放送対応）
元々は『中町スタイル』で使用していたスタジオ。2007年の一時期は使用していなかった。同年10月から『もっきんCafe』で使用されているが、セットは手狭となっている。キッチンも備わってあり、こちらは『テレビ派ッ!プラス』の『楽々クッキング』でも使用されている。
『スポーツ元気丸』スタジオ（HD・ステレオ対応）
スポーツ元気丸で使用されており、『旬感テレビ派ッ!』スタジオと同様に16:9モニターが設置されている。
広島テレビニュースセンター（HD・ステレオ/モノラル対応）
NNNニュースのローカル枠や天気予報、『広島テレビNEWS』で使用している。現在の広島テレビのニュースセンターは3代目で2006年4月に完成した。2代目は報道部とガラスで仕切っている構造であった。
ひろしまサンデースタジオ専用スタジオ（SD・モノラル（現在は未使用））
2007年3月の放送終了まで使用していた。
これら4つのスタジオサブは1階ロビー横にあり、視聴者も外から見学できるようにガラス張りとなっていた。2007年度のテレビ宣言の「テレ宣デビュー」はスタジオサブをバックに行っていた。

## 日本テレビ系とフジテレビ系のクロスネット時代
- 1962年の開局時から、1975年10月にテレビ新広島（TSS）が開局するまでは、資本関係等から日本テレビ系列とフジテレビ系列の完全クロスネットであった。ニュース及び番組供給系ネットワークもNNN・NNSとFNN・FNSの双方に加盟。役員も両キー局より派遣を受け、毎年3月と9月の改編期直前には、キー局同士改編情報が漏洩しないよう編成会議にはもっとも神経を使ったとされる[要出典]。
  - 開局から2年後の1964年9月時点ではフジテレビ60:日本テレビ30の割合でむしろフジテレビ優勢な編成であった[24]。
- プロ野球中継はフジテレビ系列向けと日本テレビ向けの両方を制作して放送した。これは当時広島市民球場からの中継を中国放送（RCC）と分け合っており、広島テレビが火曜・木曜をフジテレビ系向けに、水曜（1968年以前）・土曜（1969年以後）を日テレ向けに担当していた。広島テレビが系列を分けて制作していたのは、当時火曜と木曜のゴールデンタイムにはフジテレビ系番組を編成していたからであり、また同様の事情で1967年までの土曜については中国放送が日本テレビ向けを制作していた他、他の曜日では日本テレビ系とフジテレビ系の並列中継で中国放送が日本テレビへの裏送り、広島テレビがフジテレビ系扱いの自社放送として制作した例もあった。また、1968年から1970年は広島対巨人戦では民放4局以上の地域を中心に広島テレビ－フジテレビ向けと、読売テレビの制作による日本テレビ系向けとの並列放送が行われた。
- 1970年12月に広島ホームテレビ（UHT⇒HOME）がテレビ朝日（当時NETテレビ）系単独加盟局として開局し、1971年から同局が月曜と金曜のナイターを担当することになったが、広島テレビの編成から外れた日本テレビ・フジテレビ系列の番組も相当数編成した関係で、広島ホームテレビの火曜と木曜のゴールデンタイムが日テレ同時枠となったことから、広島主催の木曜ナイターは全面的に広島テレビに一本化し、月曜・金曜ナイターとデーゲームは広島ホームテレビがNETまたは毎日放送（MBS）の主導で共同制作した。また広島が関与しない試合では、火曜および木曜に阪神対巨人戦が読売テレビ－日本テレビとフジテレビ－関西テレビの並列放送となった際に前者を広島ホームテレビが、後者を広島テレビが並列で放送することがあった他、金曜日は広島ホームテレビがフジテレビから巨人戦のビジターゲームをネット受けすることがあった。
  - 日本シリーズについては、1971年から1974年までの間、日本テレビ・フジテレビ系列分がいずれも広島テレビへの、東京12チャンネル制作分が中国放送へのネットとなったことや、NETテレビ・毎日放送が放送権を取った試合がなかったことも加わり、広島ホームテレビで放送される機会がなかった。
- 全国高等学校サッカー選手権大会が日本テレビ系列での放送を開始した1970年 - 1971年は、広島県代表出場の試合を含めて全く放送がなかった。また、フジテレビ系列における全国高等学校バレーボール選抜優勝大会も、クロスネット最後の年となる1975年には、29日の女子の決勝戦が広島県代表が進出しなかったことと自社制作番組や遅れネット番組の関係で放送されず、男子は広島県代表の崇徳高校が決勝に進出しながら（結果的には優勝）30日の12:00から放送された決勝戦が、フジテレビ系列のゴールデン・プライムタイムの遅れネット番組（動物家族・ラブラブショー・がんじがらめ）に押し出される形で31日の16:00からの遅れネット[注 50]となるなど、編成の制約があった。
- クロスネット最終日の1975年9月30日、フジテレビ系で放送された「火曜ワイドスペシャル」は同年秋以降の番組宣伝を兼ねた「秋だ目玉だ!ドーンと大放送」だったが、翌10月1日から日本テレビ系フルネット局となることへの配慮として、広島テレビでは「栄光のビッグスター75年を歌う」に差し替える措置が取られた[26]。
- 日本テレビ系フルネット化後もしばらくは、経過措置としてごくわずかな遅れネット番組が残っていた[注 51]。
- ニュースは朝、昼、夜はNNN、夕方はFNNであった。

クロスネット時代放送された主なフジテレビ系の番組
- ママとあそぼう!ピンポンパン★（現在の『めざましテレビ』枠）
- 小川宏ショー★（現在の『めざまし8』枠）
- 3時のあなた★（現在は遅れネット番組・放送枠買取番組などの不定期枠）
- FNNニュース6:30★（現在の『TSSライク!』枠）
- ライオン奥様劇場★（現在の『ぽかぽか』枠）
- 東海テレビ制作昼の帯ドラマ★(『冒険』の途中まで　現在の『ぽかぽか』枠)
- クイズグランプリ★
- スター千一夜★
- 夜のヒットスタジオ★
- 火曜ワイドスペシャル★
- ミュージックフェア（'75まで）★
- ゴールデン洋画劇場★（現・土曜プレミアム）
- ハイ!土曜日です（関西テレビ制作）★（現在の『土曜はナニする!?』枠）
- あしたのジョー☆
- ゲゲゲの鬼太郎（第1作）
- ナショナルプライスクイズ・ズバリ!当てましょう（中国放送から移行）★
- 史上最大のクイズ
- 鉄腕アトム (アニメ第1作)
- 若者たち（『若者たち2014』はテレビ新広島で放送）
- 三匹の侍（第1作）☆
- 木枯し紋次郎（第1作）☆ 
- スパイ大作戦☆
- 浮世絵 女ねずみ小僧☆
- FNS歌謡祭★
- 新春かくし芸大会★（1971年は放送枠確保の都合で放送なし）
- 火曜ナイター・木曜ナイター★
- 銭形平次★
- キンカン素人民謡名人戦★
- どてらい男（ヤツ）（関西テレビ制作）★
- カムイ外伝→サザエさん★
- ハクション大魔王☆→科学忍者隊ガッチャマン☆ ☆→てんとう虫の歌★
- マジンガーZ☆→グレートマジンガー☆（火曜 18:00から遅れネット）
- カルピスまんが劇場→カルピスこども劇場（土曜 18:00から）

- ムーミン☆→山ねずみロッキーチャック☆→アルプスの少女ハイジ☆→フランダースの犬★

- 木曜19時のアニメ・特撮枠

- さすらいの太陽→ゲゲゲの鬼太郎（第2作）☆→ハゼドン→ロボット刑事☆→ドロロンえん魔くん☆→ゲッターロボ☆→ゲッターロボG★

- 新造人間キャシャーン☆
- おらあガン太だ
- 凡児の娘をよろしく（関西テレビ制作）★
- ラブラブショー★（1975年10月5日は、前週分を広島テレビが11:45から放送し、22:00からのテレビ新広島での同時ネットで移行）
- パンチDEデート（関西テレビ制作）★
- 唄子・啓助のおもろい夫婦★
- ジョニーサイファー
- かいけつタマゴン→クレクレタコラ→ウリクペン救助隊→冒険ロックバット
- 小さなバイキングビッケ☆
- 世界の街角から
- 男はつらいよ
- ふるさと紀行（東海テレビ制作）★
- 遊星仮面
- W3→マグマ大使☆
- おとなの漫画
- 待ッテマシタ!
- お笑いタッグマッチ
- お茶の間寄席
- ワンサくん→ゼロテスター☆（いずれも関西テレビ制作）
- 大奥（1968年版、同上）
- 快傑ライオン丸☆（広島県マツダ会の一社提供による番組販売扱いで遅れネット）→風雲ライオン丸☆
- ジャングル大帝→新ジャングル大帝 進めレオ!（いずれも☆）
- 全国高等学校バレーボール選抜優勝大会★（広島テレビでは一部遅れネットまたは未放送の場合があった）

ほか多数
★は、テレビ新広島へ移行した番組。☆は本放送終了後、テレビ新広島（正式開局前のサービス放送を含む）でも再放送された番組（広島テレビ・中国放送・広島ホームテレビが再放送した場合もあり）。
日本テレビ系の遅れネット番組（番組名を変更したものを含む）
- スーパーロボット レッドバロン
- コント55号のなんでそうなるの?→カックラキン大放送!!（月曜 19:00から放送）
- 日曜日の女（「火曜日の女シリーズ」の遅れネットでタイトルを変更。クロスネット時代の札幌テレビも同様）
- うわさのチャンネル!!（「金曜10時!うわさのチャンネル!!」の遅れネットでタイトル変更）
- 正義を愛する者 月光仮面（火曜 18:00 - 18:30）
- 流星人間ゾーン（木曜 18:00 - 18:30。第22話で打ち切り）

テレビ新広島の開局に伴い広島ホームテレビから移行した日本テレビ系の番組
- 伝七捕物帳
- 木曜スペシャル
- 心のともしび
- 火曜ナイター・木曜ナイター

おめでとう巨人軍ゴルフ大会（新春特別番組。3局時代は年度により広島ホームテレビで放送）
広島ホームテレビの火曜と木曜のゴールデンタイムは、開局以来日本テレビ系番組を放送していた。
広島ホームテレビ開局まで放送されていたNETテレビ（現：テレビ朝日）系の番組
- 土曜お笑い劇場（吉本新喜劇。毎日放送制作・1973年頃は土曜 12:00 - 13:00。編成により広島テレビと同系列かつ同じ45分番組の読売テレビ制作版『上方お笑い劇場』を放送）

- 「サモン日曜お笑い劇場」の遅れネット。広島ホームテレビでは「大正テレビ寄席」を同時ネットしていたため、番組販売扱いでネットされた模様。腸捻転解消で中国放送へ移行し、同系列の読売テレビ制作版に一本化した。

- 選抜高等学校野球大会（毎日放送制作、1963年より。広島テレビ→中国放送→広島ホームテレビ→中国放送と移行も、腸年転解消後は放送が減少し、1991年決勝戦の中国放送での放送が最後）
- 明色 歌うスターばんざい!!（毎日放送制作。木曜12:30 - 13:00）
- 魔女はホットなお年頃（毎日放送制作。広島ホームテレビ開局後も引き続き放送）
- 皇室アルバム（毎日放送制作。1971年10月に広島ホームテレビへ移行、腸捻転解消で中国放送へ再移行）

なお、NETテレビ・毎日放送系の一般番組は、大部分が中国放送・広島ホームテレビで放送されていたため、上記の通り両局の編成から外れた毎日放送制作分を中心に遅れネットで放送した。
また、1969年には当時同じ日本テレビ系列でもあった名古屋テレビ製作のアニメ「六法やぶれクン」が同時ネットされていた。
フルネット化で初めて広島県で放送された主な日本テレビ系の番組
- あなたのワイドショー
- ごちそうさま
- おしゃれ
- テレビ三面記事 ウィークエンダー
- NTV紅白歌のベストテン

## 日テレ・フジクロスネット末期（1975年9月当時）のプライムタイムの番組表
- ★ → 時差ネット
- ☆ → 30分前倒し

|       | 日曜日                                    | 月曜日                                | 火曜日                             | 水曜日                             | 木曜日                             | 金曜日                             | 土曜日                         |
| 19:00 | ytv 全日本歌謡選手権                      | 日テレ★ カックラキン大放送            | 日テレ シャープ・スターアクション! | 日テレ☆ 特ダネ登場!?               | フジ ゲッターロボG                 | フジ★ サザエさん                   | 関テレ★ パンチDEデート         |
| 19:30 | 日テレ すばらしい世界旅行                 | フジ クイズグランプリ スター千一夜    | フジ クイズグランプリ スター千一夜 | フジ クイズグランプリ スター千一夜 | フジ クイズグランプリ スター千一夜 | フジ クイズグランプリ スター千一夜 | 日テレ ハロー!スポーツ         |
| 20:00 | 日テレ （日曜8時連続ドラマ） おふくろさん | フジ★ 水曜ドラマシリーズ 鎌倉はるなつ | フジ 火曜ワイドスペシャル          | 日テレ 俺たちの勲章                | フジ 猿の惑星                      | 日テレ 太陽にほえろ!               | 日テレ 全日本プロレス中継      |
| 21:00 | フジ★ 銭形平次                            | フジ 小春ちゃん                       | フジ 火曜ワイドスペシャル          | 日テレ 水曜ロードショー            | ytv 野わけ                         | フジ ゴールデン洋画劇場            | 日テレ 土曜グランド劇場        |
| 21:30 | フジ★ 銭形平次                            | フジ 小春ちゃん                       | フジ ミュージックフェア            | 日テレ 水曜ロードショー            | ytv 野わけ                         | フジ ゴールデン洋画劇場            | 日テレ 土曜グランド劇場        |
| 22:00 | 日テレ 知られざる世界                     | フジ 夜のヒットスタジオ               | フジ★ 新宿警察                     | 日テレ 水曜ロードショー            | 日テレ★ 鞍馬天狗                   | フジ ゴールデン洋画劇場            | フジ★ 唄子・啓助のおもろい夫婦 |
| 22:30 | 日テレ★ 火曜劇場                          | フジ 夜のヒットスタジオ               | フジ★ 新宿警察                     | 日テレ 水曜ロードショー            | 日テレ★ 鞍馬天狗                   | フジ ゴールデン洋画劇場            | ytv★ 晩秋                      |

## 情報カメラ設置ポイント
※いずれもHD対応カメラ
- 中町…広島市中区中町（ANAクラウンプラザホテル広島屋上・広島テレビ本社屋上※1・クリスタルプラザビル屋上※1）。
- 広島平和記念公園…広島市中区中島町（土谷総合病院屋上）
- 広島駅新幹線口…広島市東区若草町（シェラトンホテル広島屋上）
- 茶臼山…広島市西区
- 宮島…廿日市市宮島町（聚景荘屋上）
- 広島空港…三原市本郷町（広島空港展望デッキ内）
- 福山…福山市東桜町（リッチモンドホテル福山駅前）
- 三次…三次市三次町（宮脇写真館屋上）

※2007年（平成19年）7月より広テレでは初のHDに対応したカメラを平和公園向かい側のビルに設置した。但し当初は夏季限定で広島全日空ホテル屋上・宮島・尾道のSDカメラの映像が放送に多く使用されていたが、2008年（平成20年）11月現在はこちらのカメラが多く使用されている。
※1広島テレビ屋上とクリスタルプラザビル屋上のカメラはインターネットのライブカメラ用となっている。ホームページリニューアル以降は未使用。
2009年（平成21年）3月に広島駅新幹線口にあるホテルグランヴィア屋上にHDカメラを取り付けた。2010年（平成22年）秋に広島駅のカメラは、同年に建物が完成し、翌年開業予定のシェラトンホテル広島に移した（同地点には広島ホームテレビのカメラも設置してある）。同年10月より中区・広島駅前のに続いて宮島のカメラもHD化された。

## 歴代キャッチコピー
- 1970年代：「あなたの広島テレビ」
- 1982年（昭和57年） - 1997年（平成9年）頃：「共感を呼ぶ広島テレビ」
- 1997年（平成9年）頃 - 1999年（平成11年）頃：「テレテレビンビン広島テレビ」（開局35周年によるもの）
- 1999年（平成11年）頃 - 2005年（平成17年）12月：「チャオ!広テレ」
- 2005年（平成17年）12月 - 2007年（平成19年）9月：「もっと、きっと。広テレ!」（また番組改編時期には広テレの部分を番組名に変えて「もっと、きっと○○○」に変えて番宣を行っていた）
- 2007年（平成19年）9月1日 - 2014年（平成26年）頃：「家族向上チャンネル 広テレ!じゃん」（開局45周年によるもの）
- 2011年（平成23年）12月 - 2012年（平成24年）12月：「広テレ50th」（開局50周年によるもの、上記の「家族向上チャンネル」も引き続き使用。広テレと50thの間にピッピの顔が入る）
- 2015年（平成27年）1月 - 現在：「完全カープ主義」（後述の「re60rn」制定後も広島東洋カープ応援キャッチコピーとして継続）
- 2021年（令和3年）1月 - ：「re60rn（リボーン）」（開局60周年によるもの）

## マスコットキャラクター
ピッピ（1997年春 - ）
ヒヨコの姿をしたキャラクター。年齢は11歳（人でいう小学5年生）。登場当初名前が無かったため、公募し名前がつけられた。デビュー10周年にあたる2007年（平成19年）9月1日に「家族向上チャンネル」とキャッチコピーが変更になるのにあわせて、お嫁さんであるピッコ、双子の子どもピースケ（息子）、ピーちゃん（娘）も登場し4人家族となった。
声は地元ラジオのフリーパーソナリティ三浦ひろみさん。
声色を使い分けて4人家族を演じてる。

## アナウンサー

### 現職
男性
- 1992年 - 長野正実（アナウンス部長:2017年度 - ）[32][33]
- 1997年 - 長島清隆（解説委員兼。記者・プロデューサー職などを経て2022年7月復帰）
- 2002年 - 森拓磨（広島テレビ落語会（広テレ落語会）主宰）
- 2006年 - 宮脇靖知（気象予報士の資格を持つ）
- 2013年 - 小野宏樹
- 2017年 - 澤村優輝[34]

女性
- 2004年 - 西名みずほ
- 2014年 - 有田優理香
- 2020年 - 木村和美（エキキタ社屋最初の入社）
- 2023年 - 井上沙恵
- 2025年 - 木村那津美（元テレビ山口アナウンサー）

#### 気象キャスター
- 2017年 - 塚原美緒[注 64]
- 2024年 - 寺本卓也（ウェザーマップからの派遣）

#### エンターテインメントパーソナリティ
- 1993年 藤村直己

### 他部署へ異動
男性
- 長藤光成 - （不明、福山支社報道部）

女性
- 1970年
  - 利元裕子 - （ - 1990年代。事業部）
- 1990年
  - 渡辺由恵 - （ - 2005年、記者→ディレクター）（旧姓：中島。 ）
- 1995年
  - 井ノ口あさ子 - （ - 2008年、企画開発部）
- 2008年
  - 糸永直美（4月入社、 - 2022年3月、営業部）（元鹿児島読売テレビアナウンサー→タレント→NHK広島放送局キャスター）
- 中村政子 - （1990年頃 - 不明、人事部）

### 退社したアナウンサー
在職中に死去した人物も含む。
男性
- 1969年
  - 脇田義信 - アナウンス部在籍期間は1997年まで。取締役在任中の2005年3月29日に60歳で逝去。長男・脇田晃治は中国放送傘下のRCCフロンティアのディレクターだったが、2020年4月に広島テレビに移籍し、番組プロデューサーなどを務める。
- 1989年
  - 児玉勝司 - アナウンス部在籍期間は2012年まで。以降も番組出演することはあったが、2023年3月をもって退社し、比治山大学の教授に転身。
- 岡本徹 - プロ野球中継の実況として活躍していた。
- 奥田胤暢 - 広島テレビニュースアイキャスター
- 加藤進 - 元アナウンス部長。2007年3月末で定年退職。
- 木村隆司 - 後に社団法人青少年育成広島県民会議理事・財団法人少林寺拳法連盟広島基町支部支部長。
- 小森山国夫 - 元アナウンス部長
- 新宅冨士夫 - 渡辺由恵とともに「柏村武昭のテレビ宣言」のニュースを担当していた。定年後三次ケーブルビジョン役員・社長。

女性
- 1980年
  - 湯浅真由美 - 1987年まで在籍。現在はNHK専属パーソナリティー→ナレーターとして活躍している。
- 1989年
  - 田坂るり - 2008年5月まで在籍。退職。
- 1991年
  - 安井万美子（現：安井まみ子） - 1994年まで在籍。退職後はタレントに転向。
- 1994年
  - 竹山真由美（現：竹山まゆみ） - 1998年まで在籍。退職後はタレントに転向。
- 1996年
  - 加納順子（現：栗原順子）- 2000年まで在籍。結婚後、現在はショップチャンネルキャスト。
- 1997年
  - 馬場のぶえ（ - 2024年10月で退社）[35]
- 1999年
  - 大滝奈穂 - 2005年まで在籍。退職後はフリーアナウンサーに転向。日テレNEWS24のキャスターを務めていた。
- 2008年
  - 小倉星羅 - 2011年3月まで在籍。元子役・タレント。退職後はフリーアナウンサーとして活動の後、2015年10月より千葉テレビ放送アナウンサーに転向。2019年9月末で退社後、再びフリーで活動する一方、2021年より読売ジャイアンツのウグイス嬢（非常勤）を、2022年から大妻女子大学の非常勤講師を務める。
- 2011年
  - 柏田久美子 - 4月入社 - 2014年3月退社。元NHK徳島放送局キャスター。退社後はフリーに転身。NHK BS1の東京マーケット情報に出演。
- 2012年
  - 橘高香純 - 10月入社 - 2014年3月退社。元NHK高知放送局キャスター→愛媛朝日テレビアナウンサー。退社後はフリーに転身や、鹿児島放送アナウンサーを経て、2017年3月に退社後家族の住む福岡県に転居し、その後日本気象協会所属の気象予報士となる。
- 2014年
  - 山上優子（4月入社 - 2016年3月退社）。元NHK広島放送局キャスター→NHK岡山放送局キャスター
- 2015年
  - 野口七海[36]（4月入社 - 2018年3月退社（四国放送に移籍[37]）NHK鳥取放送局キャスター → 広島テレビアナウンサー → 四国放送アナウンサー
- 2018年
  - 西口真央 -（4月入社 - 2022年3月退社）（中町社屋最後の入社）
  - 松岡絵梨子 -（4月入社 - 2021年3月退社。元テレビユー山形アナウンサー。退社後はデジタルアーツやNTTデータの企業広報およびオフィスキイワード所属のフリーアナウンサーとして活動）（中町社屋最後の入社）
- 杉浦京子 - 1980年代初頭、アナウンサーだった奥田胤暢とともに「ニュースアイ」のキャスターを務めていた。
- 山口美那子 - 1980年代半ば頃在職。「ニュースアイ」キャスターを務めていた。
- 山下真由美 - 1980年代初頭、アナウンサーだった木村隆司とともに「ニュースアイ」のキャスターを務めていた。
- 渡辺みどり（現：渡辺友里江） - 現在はフリーアナウンサー→声優として活躍している。

### アナウンサー以外で在籍した人物
- 勝丸恭子…報道記者・中継ディレクターとして在職。気象予報士の資格を取得後、2010年に日本気象協会に、2013年にウェザーマップに移籍。気象予報士としてはNHK広島放送局の番組に出演[38]。
- まがりひろあき…アルバイトとして在職し、天気予報等の番組タイトルのイラストを手掛け、その後漫画家・アニメーション監督となる。

## スマートフォン向け公式アプリ
- 『広島テレビアプリ』（2020年（令和2年）4月3日リリース）テレビ派 コーナー「街かど脳トレ」「あなたはどっち派」に参加できる[39]

## 関連会社
- 広島放送（映像制作会社。過去にも同名社名の企業があったが、これは後のラジオ中国→中国放送であり、別法人である）
- Attract One（旧社名・広テレイベンツ。広告、イベント、宣伝など）